# Avatar
För andra betydelser, se Avatar (olika betydelser).
Avatar (sanskrit: avatāra = "nedstigande") är ett begrepp i indisk mytologi för ett gudaväsens inkarnation i människo- eller djurgestalt för att motverka det onda i världen. Konceptet används framför allt om Vishnus tio olika förkroppsliganden som samtidigt representerar tio tidsåldrar. Dessa avatarer är fisk, sköldpadda, vildgalt, lejonmänniska, dvärg, Parashurâma, Rama, Krishna, ibland Buddha, samt som Kalki för att inleda den nya tidsåldern.
  

Inom hinduistisk eskatologi (trosföreställningar om den enskildes eller världens/universums slutgiltiga öde) framträder Vishnus avatarer i tider av förfall, när fördomar, inbillningar och ritualer skymmer religionens sanna ljus. Folket förtrycks av kungar, präster och adel och blodiga krig avlöser varandra. Avatarerna representerar ljusets återkomst efter en lång mörk natt och civilisationen börjar åter blomstra genom pånyttfödd religion i ett enat Indien. Bhagavad-Gita, som är ett uråldrigt indiskt religiöst diktverk, säger följande: 
| ”                | Närhelst världens dygd och rättvisa dalar, när last och orättfärdighet tar säte på tronen, då kommer jag, Herren, och återbesöker världen i synlig form, blandar mig som människa bland människor. Genom mitt inflytande och min lära raserar jag det onda och orättvisa och återuppbygger det goda och rättvisa." | „ |
| – Bhagavad-Gita, | |   |

Inom hinduismen utpekar vissa grenar Kalki som den tionde och sista stora avataren av Vishnu. Kalki kommer att avsluta den nuvarande eran, Kali Yuga, av mörker, förvirring, ofred och förstörelse. Betydelsen av sanskritordet Kalki har, bland annat utifrån olika etymologiska härledningar, ansetts vara "Vita hästen".

## Användning på Internet
En modern användning av avatarbegreppet är som en (liten) bild som representerar en användare (som en sorts "inkarnation") på ett Internetforum, socialt nätverk, eller liknande. Avatarer förekommer ofta i spel som spelas online.